# Chuột lang Patagon
Chuột lang Patagon (danh pháp hai phần: Dolichotis patagonum) là một loài động vật gặm nhấm thuộc họ Chuột lang. Loài này được Zimmermann mô tả năm 1780. Đây là một trong những loài gặm nhấm lớn nhất thế giới, với trọng lượng trung bình 8 kg, với các mẫu vật lên đến 16 kg. Nó là loài động vật có vú đặc hữu lớn nhất ở Argentina. Nó có chân dài, mạnh mẽ và chạy ở tốc độ cao khi gặp nguy hiểm.